# Telebasis simulacrum
Telebasis simulacrum là một loài chuồn chuồn kim trong họ Coenagrionidae.
Telebasis simulacrum được Calvert miêu tả khoa học năm 1909.